# Cornii de Sus
Cornii de Sus – wieś w Rumunii, w okręgu Bacău, w gminie Tătărăști. W 2011 roku liczyła 735 mieszkańców.